# Riszpon
Riszpon (hebr.: רשפון) – moszaw położony w samorządzie regionu Chof ha-Szaron, w Dystrykcie Centralnym, w Izraelu.
Leży na równinie Szaron w otoczeniu miast Herclijja i Ra’ananna, miasteczka Kefar Szemarjahu, kibucu Szefajim oraz wioski Arsuf.

## Historia
Moszaw został założony w 1936 przez żydowskich imigrantów z Polski i Rosji. W pierwszym okresie mieszkańcy moszawu żyli w namiotach, pozbawieni energii elektrycznej i narażeni na napaści ze strony swoich arabskich sąsiadów.
Po Wojnie o Niepodległość na terytorium Izraela często przenikali arabscy terroryści. Między innymi 4 listopada 1948 zamordowano farmera Eliezera Weissa i jego żonę z moszawu Riszpon. Aby uniknąć podobnych sytuacji w przyszłości, zwiększono ochronę osady.

## Gospodarka
Gospodarka moszawu opiera się na intensywnym rolnictwie. Uprawia się kwiaty i bonsai. Dodatkowo w moszawie wyrabiane są meble, a w tutejszej sali wystawowej organizowane są wystawy sztuki.
W 1989 powstała tutaj firma Biotech Environmental Company Ltd., która specjalizuje się w przemysłowych rozwiązaniach oczyszczania ścieków oraz systemach destylacji wody.

## Komunikacja
Przy moszawie przebiega autostrada nr 2  (Tel Awiw-Hajfa).
Na południowy wschód od moszawu znajduje się port lotniczy Herclijja, wykorzystywany do lotów prywatnych samolotów i nauki latania.